# Kuba Giermaziak

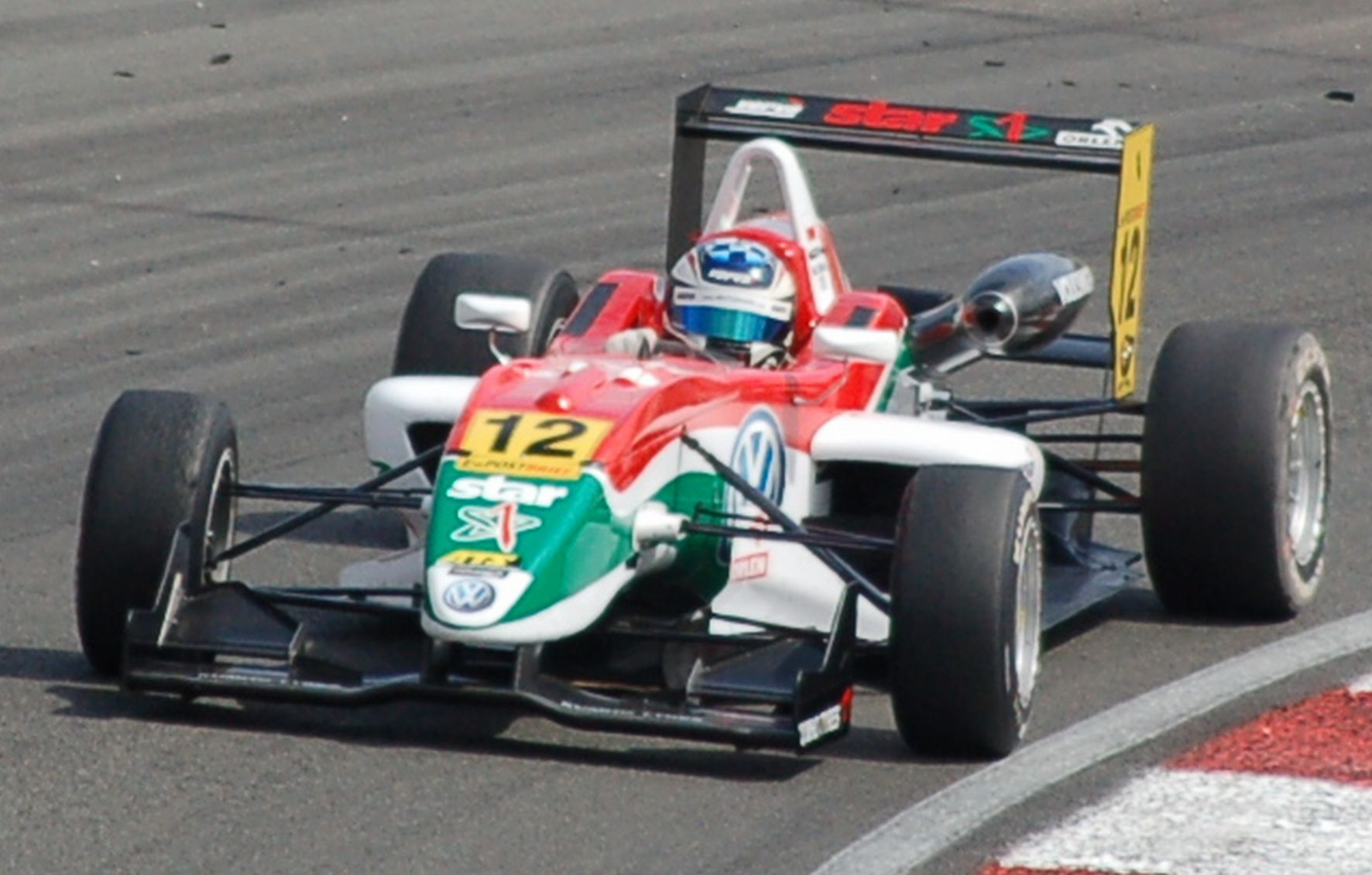
Kuba Giermaziak in 2011.

Jakub "Kuba" Giermaziak (Gostyń, 9 juli 1990) is een Pools autocoureur.

## Carrière
In 2007 begon Giermaziak zijn autosportcarrière in het formuleracing in de Formule Renault 2.0 NEC voor het team Motopark Academy. Met twee achtste plaatsen als beste resultaat eindigde hij als tiende in het kampioenschap met 97 punten. Ook reed hij als gastrijder in het raceweekend op het Circuit de Catalunya in de Eurocup Formule Renault 2.0. In de eerste race viel hij uit, in de tweede race kwam hij als 26e over de finish.
In 2008 stapte Giermaziak fulltime over naar de Eurocup voor het team Motopark Academy, terwijl hij ook in de Formule Renault NEC blijft rijden. In de Eurocup eindigde hij als achttiende in het kampioenschap met 10 punten, terwijl hij in de NEC met vijf podiumplaatsen als zesde in het kampioenschap eindigde met 206 punten. Aan het eind van het jaar nam hij ook deel aan twee races van het winterkampioenschap van de Portugese Formule Renault op het Autódromo do Estoril, waarin hij allebei als negende eindigde en hierdoor als achttiende in het kampioenschap eindigde.
In 2009 reed Giermaziak opnieuw in de Eurocup en de NEC voor Motopark Academy, maar ook in de ADAC GT Masters voor het team Argo Racing. In de Eurocup nam hij deel aan acht van de veertien races, waarin een tweede plaats op de Nürburgring zijn beste resultaat was waardoor hij als negende in het kampioenschap eindigde. In de NEC nam hij deel aan tien van de zestien races, waarin ook een tweede plaats op de Nürburgring zijn beste resultaat was waardoor hij als veertiende in het kampioenschap eindigde met 115 punten. In de ADAC GT Masters reed hij tien van de veertien races, waarin hij met drie podiumplaatsen als elfde in het kampioenschap eindigde met 35 punten.
In 2010 neemt Giermaziak deel aan zowel de ADAC GT Masters voor het team Abt Sportsline als de Porsche Supercup voor het VERVA Racing Team. In de ADAC GT Masters nam hij deel aan tien van de veertien races, waarin hij twee overwinningen behaalde en hiermee als achtste in het kampioenschap eindigde met 42 punten. In de Supercup reed hij alle races, waarbij een vijfde plaats op Silverstone zijn beste resultaat was waardoor hij als tiende in het kampioenschap eindigde met 56 punten.
In 2011 keerde Giermaziak terug naar het formuleracing, waar hij zijn debuut maakte in de Formule 3 in de Formule 3 Euroseries voor het STAR Racing Team (Motopark Academy). Hij reed de eerste zes raceweekenden, waarin zijn beste resultaat een zesde plaats op de Norisring was waardoor hij als twaalfde in het kampioenschap eindigde met 29 punten. Door zijn deelname aan dit kampioenschap reed hij ook enkele gastraces in de Formule 3 International Trophy, waar hij niet puntengerechtigd was. Hiernaast reed hij ook in de Porsche Supercup voor VERVA. Met overwinningen op de Hungaroring en Spa-Francorchamps eindigde hij achter René Rast en Norbert Siedler als derde in het kampioenschap met 140 punten.
In 2012 rijdt Giermaziak opnieuw in de Porsche Supercup voor VERVA. Met een derde plaats op de Hungaroring als beste resultaat eindigde hij als zevende in het kampioenschap met 99 punten. Ook reed hij voor NGT Motorsport één race in de GTC-klasse van de American Le Mans Series op Road Atlanta. Samen met zijn teamgenoten Henrique Cisneros en Mario Farnbacher won hij de race in die klasse, waardoor hij als achttiende in het kampioenschap eindigde met 24 punten.
In 2013 rijdt Giermaziak opnieuw in de GTC-klase van de American Le Mans Series voor NGT Motorsport, met Farnbacher en Carlos Gómez als teamgenoten. Hiernaast rijdt hij ook in de GTC-klasse van de European Le Mans Series voor Momo Megatron DF1 met Dylan Derdaele en Raffi Bader als teamgenoten. Ook blijft hij voor VERVA rijden in de Porsche Supercup.